# 愛と死
『愛と死』（あいとし）は、武者小路実篤が1939年（昭和14年）に『日本評論』に発表した長編小説である。のちに映画化・テレビドラマ化された。

## あらすじ
小説家の端くれである村岡は、尊敬する小説家であり、友人となった野々村の元へ訪問するようになる。そこで野々村の妹である夏子と知り合う。ある時、野々村の誕生日会の余興の席で夏子に窮地を救われてから、2人の関係が始まる。文芸会の出し物や手紙のやり取りで距離を縮めていき、最終的に村岡の巴里への洋行後に結婚をするまでの仲になる。半年間の洋行の間でも互いに手紙を書き、帰国後の夫婦としての生活に希望を抱いていたが、帰国する船の中で、電報によって夏子の急死が知らされる。帰国後、深い悲しみを負いながら野々村との墓参り、帰国の歓迎会で村岡は「死んだものは生きている者に対して、大いなる力を持つが、生きているものは死んでいる者に対して無力である」という無常を悟る。21年の時を経てもその考えは彼にとっての慰めとなっている。

## 登場人物
村岡
駆け出しの小説家で卑屈な所がある反面、征服欲が強い。
野々村の妹の夏子と結婚を約束するまでの仲になったが、洋行中に先立たれてしまう。
野々村
村岡曰く小説の大家、村岡の単行本の寄贈をきっかけに家に招くようになり、親しい友人となる。
夏子
逆立ちと宙返りが得意な活発な女性、村岡の小説を愛読しており、彼のパリからの洋行後に結婚を約束する仲になったがスペインかぜにより急死する。
村岡の母
常に村岡の身を案じ夏子の死後、村岡の精神を支える。
村岡の兄
夏子との結婚を承知する。
叔父
村岡にパリに来ることを誘う。
従弟
若い画家で村岡の洋行を案内する。

## 映画

### 1959年版
『世界を賭ける恋』のタイトルで1959年7月12日（日）に公開された日活映画。『愛と死』をもとに『素晴らしき娘たち』の共同執筆者である棚田吾郎が脚本し、『祈るひと』の滝沢英輔が監督した。村岡雄二は駆け出しの小説家ではなく、新進気鋭の建築家となっている。当時は海外渡航自由化の前だったが、ヨーロッパロケを敢行した。

#### キャスト
- 村岡雄二：石原裕次郎
- 村岡一郎：永井智雄
- 村岡さち子：奈良岡朋子
- 村岡信子：滝花久子
- 野々村夏子：浅丘ルリ子
- 野々村欽也：葉山良二
- 野々村かおる：南田洋子
- 村岡壮吾：清水将夫
- 村岡潤子：高野由美
- 村岡稔：二谷英明
- 大宮：梅野泰靖
- 早川：須藤孝
- 北沢教授：下絛正巳
- 松本：赤木圭一郎
- 長谷川：杉幸彦

#### スタッフ
- 監督：滝沢英輔
- 脚本：棚田吾郎
- 原作：武者小路実篤
- 企画：芦田正蔵
- 撮影：横山実、山崎善弘
- 美術：松山崇
- 音楽：佐藤勝
- 録音：福島信正
- 照明：藤林甲
- 編集：辻井正則

### 1971年版
1971年6月5日(土)公開の松竹映画。原作は『愛と死』と『友情』。

#### キャスト
- 仲田夏子：栗原小巻
- 大宮雄二：新克利
- 野島進：横内正
- 仲田修造：芦田伸介
- 仲田幾代：木村俊恵
- 野島の母：野村昭子
- 大宮実造：伴淳三郎
- 祖母：東山千栄子
- 令子：執行佐智子
- 水産研究所々長：三島雅夫
- 土井：鶴田忍
- 漁師：中田耕二
- 山西：江藤孝
- 本多：加村赴雄
- 浅見：加島潤
- キャメラマ：河原崎次郎
- テニスクラブ女性係員：茅淳子
- 演出助手：田中幸四郎
- トラックの運転手：前川哲男
- トラックの運転手の助手：山口博義
- CMの踊子：ザ・ウィンキーズ

#### スタッフ
- 監督：中村登
- 製作：島津清、武藤三郎
- 原作：武者小路実篤
- 脚本：山田太一
- 撮影：竹村博
- 音楽：服部克久
- 美術：横山豊
- 編集：森弥成
- 録音：田中俊夫
- スチール：金田正
- 助監督：堀内孝三
- 照明：飯島博

## テレビドラマ
1959年11月29日にNET（現 - テレビ朝日）系列の『NECサンデー劇場』（日本電気・新日本電気提供。日曜20:00 - 21:00）で放送。
出演者
- 八千草薫
- 小泉博
- 伊藤信
- 久慈あさみ
- 一の宮あつ子

スタッフ
- 脚本 - 田村幸二
- 演出 - 高橋玄洋

| NET系列 NECサンデー劇場 | NET系列 NECサンデー劇場 | NET系列 NECサンデー劇場       |
| 前番組                  | 番組名                  | 次番組                        |
| ----------------------- | ----------------------- | ----------------------------- |
| 荒野                    | 愛と死 （テレビドラマ） | その木戸を通って（再） ↓ 地勢 |

Category:ウイルスを題材としたテレビドラマ